# Pugilato ai Giochi della XXX Olimpiade - Pesi gallo
Il pugilato pesi gallo maschile dei giochi olimpici di Londra 2012 si è svolto tra il 28 luglio e l'11 agosto presso l'ExCeL Exhibition Centre.

## Formato della gara
Come tutte le gare olimpiche di pugilato, la gara è stata un torneo ad eliminazione diretta. A questa competizione hanno partecipato 28 pugili. Gli incontri hanno avuto inizio il 28 luglio, quando sono stati eliminati i primi 12 pugili, e sono proseguiti fino all'11 agosto. Essendoci meno di 32 partecipanti, alcuni di loro sono passati direttamente al secondo turno. Entrambi gli sconfitti in semifinale hanno guadagnato la medaglia di bronzo.
Tutti gli incontri si sono svolti su tre round di tre minuti, durante i quali sono stati conteggiati tutti i pugni sferrati alla testa o alla parte superiore del corpo. Negli incontri non risolti per Knock-out ha passato il turno chi ha totalizzato più punti. A parità di punti ha vinto il pugile che ha portato più colpi in totale.

## Programma
Ora italiana (UTC+2)
| Data                     | Ora           | Turno         |
| ------------------------ | ------------- | ------------- |
| Sabato 28 luglio 2012    | 14:30 e 21:30 | trentaduesimi |
| Mercoledì 1º agosto 2012 | 14:30 e 21:30 | sedicesimi    |
| Domenica 5 agosto 2012   | 21:30         | quarti        |
| Venerdì 10 agosto 2012   | 15:00         | semifinali    |
| Sabato 11 agosto 2012    | 21:45         | finale        |

## Partecipanti
| Pugile                        | Nazione         |
| ----------------------------- | --------------- |
| Magomed Abdulhamidov          | Azerbaigian     |
| Kanat Abutalipov              | Kazakistan      |
| Lázaro Álvarez Estrada        | Cuba            |
| Ibrahim Balla                 | Australia       |
| Luke Campbell                 | Gran Bretagna   |
| Dennis Ceylan                 | Danimarca       |
| Detelin Dalakliev             | Bulgaria        |
| Joseph Diaz Junior            | Stati Uniti     |
| Isaac Dogboe                  | Ghana           |
| William Encarnación Alcantara | Rep. Dominicana |
| Pavlo Iščenko                 | Ucraina         |
| Aboubakr Seddik Lbida         | Marocco         |
| Braexir Lemboumba             | Gabon           |
| Jonas Matheus                 | Namibia         |
| Alberto Ezequiel Melian       | Argentina       |
| John Joe Nevin                | Irlanda         |
| Mohamed Amine Ouadahi         | Algeria         |
| Vittorio Jahyn Parrinello     | Italia          |
| Orzubek Shayimov              | Uzbekistan      |
| Satoshi Shimizu               | Giappone        |
| Wessam Salamana               | Siria           |
| Ayabonga Sonjica              | Sudafrica       |
| Shiva Thapa                   | India           |
| Merab Turkadze                | Georgia         |
| Óscar Valdez Fierro           | Messico         |
| Robenilson Vieira de Jesus    | Brasile         |
| Sergej Vodop'janov            | Russia          |
| Anvar Yunusov                 | Tagikistan      |

## Risultati
| Sedicesimi      | Sedicesimi |  |                 | Ottavi         | Ottavi |  |  | Quarti       | Quarti |  |  | Semifinali  | Semifinali |  |            | Finale      | Finale |
|                 |            |  |                 |                |        |  |  |              |        |  |  |             |            |  |            |             |        |
|                 |            |  |                 |                |        |  |  |              |        |  |  |             |            |  |            |             |        |
|                 |            |  |                 | L. Álvarez     | 21     |  |  |              |        |  |  |             |            |  |            |             |        |
| J. Diaz Junior  | 19         |  | J. Diaz Junior  | 15             |        |  |  |              |        |  |  |             |            |  |            |             |        |
| P. Iščenko      | 9          |  |                 |                |        |  |  | L. Álvarez   | 16     |  |  |             |            |  |            |             |        |
| S. Vodop'janov  | 12         |  |                 |                |        |  |  | R. Vieira    | 11     |  |  |             |            |  |            |             |        |
| A.E. Melian     | 5          |  |                 | S. Vodop'janov | 11     |  |  |              |        |  |  |             |            |  |            |             |        |
| R. Vieira       | 13         |  | R. Vieira       | 13             |        |  |  |              |        |  |  |             |            |  |            |             |        |
| O. Shayimov     | 7          |  |                 |                |        |  |  |              |        |  |  | L. Álvarez  | 14         |  |            |             |        |
| J.J. Nevin      | 21         |  |                 |                |        |  |  |              |        |  |  | J.J. Nevin  | 19         |  |            |             |        |
| D. Ceylan       | 6          |  |                 | J.J. Nevin     | 15     |  |  |              |        |  |  |             |            |  |            |             |        |
| K. Abutalipov   | 15         |  | K. Abutalipov   | 10             |        |  |  |              |        |  |  |             |            |  |            |             |        |
| W. Salamana     | 7          |  |                 |                |        |  |  | J.J. Nevin   | 19     |  |  |             |            |  |            |             |        |
| S. Thapa        | 9          |  |                 |                |        |  |  | Ó. Valdez    | 13     |  |  |             |            |  |            |             |        |
| Ó. Valdez       | 14         |  |                 | Ó. Valdez      | 13     |  |  |              |        |  |  |             |            |  |            |             |        |
|                 |            |  | A. Yunusov      | 7              |        |  |  |              |        |  |  |             |            |  |            |             |        |
|                 |            |  |                 |                |        |  |  |              |        |  |  |             |            |  |            | J.J. Nevin  | 11     |
|                 |            |  |                 |                |        |  |  |              |        |  |  |             |            |  |            | L. Campbell | 14     |
|                 |            |  |                 | L. Campbell    | 11     |  |  |              |        |  |  |             |            |  |            |             |        |
| J. Matheus      | 7          |  | V.J. Parrinello | 9              |        |  |  |              |        |  |  |             |            |  |            |             |        |
| V.J. Parrinello | 18         |  |                 |                |        |  |  | L. Campbell  | 16     |  |  |             |            |  |            |             |        |
| I. Balla        | 16+        |  |                 |                |        |  |  | D. Dalakliev | 15     |  |  |             |            |  |            |             |        |
| A.S. Lbida      | 16         |  |                 | I. Balla       | 10     |  |  |              |        |  |  |             |            |  |            |             |        |
| A. Sonjica      | 6          |  | D. Dalakliev    | 14             |        |  |  |              |        |  |  |             |            |  |            |             |        |
| D. Dalakliev    | 15         |  |                 |                |        |  |  |              |        |  |  | L. Campbell | 20         |  |            |             |        |
| M. Turkadze     |            |  |                 |                |        |  |  |              |        |  |  | S. Shimizu  | 11         |  |            |             |        |
| M.A. Ouadahi    | WO         |  |                 | M.A. Ouadahi   | 16     |  |  |              |        |  |  |             |            |  |            |             |        |
| W. Encarnación  | 15         |  | W. Encarnación  | 10             |        |  |  |              |        |  |  |             |            |  | 3º posto   | 3º posto    |        |
| B. Lemboumba    | 6          |  |                 |                |        |  |  | M.A. Ouadahi | 15     |  |  |             |            |  |            |             |        |
| I. Dogboe       | 9          |  |                 |                |        |  |  | S. Shimizu   | 17     |  |  |             |            |  |            | L. Álvarez  |        |
| S. Shimizu      | 10         |  |                 | S. Shimizu*    | RSC    |  |  |              |        |  |  |             |            |  | S. Shimizu |             |        |
|                 |            |  | M. Abdulhamidov |                |        |  |  |              |        |  |  |             |            |  |            |             |        |
|                 |            |  |                 |                |        |  |  |              |        |  |  |             |            |  |            |             |        |

- Il verdetto dell'incontro degli ottavi tra Shimizu e Abdulhamidov inizialmente a favore del pugile azero per 22 a 17, è stato rovesciato dopo il ricorso presentato dal giapponese che è stato riconosciuto vincitore perché l'arbitro avrebbe dovuto interrompere l'incontro per aver contato Abdulhamidov tre volte.